# Beteta
Beteta est une commune d’Espagne, dans la province de Cuenca, communauté autonome de Castille-La Manche. C'est la principale localité de la Serranía de Cuenca.